# レオニード・ザコーフスキー
レオニード・ミハイロヴィチ・ザコーフスキー、本名（ロシア語: Леони́д Миха́йлович Зако́вский Leonid Mikhailovich Zakovsky, ラトビア語: Leonīds Zakovskis; 1894年 – 1938年8月29日）は、ソビエト連邦の秘密警察・内務人民委員部（NKVD）の幹部。一等国家保安委員。ヨシフ・スターリンによる大粛清の執行者の一人だが、上司のニコライ・エジョフの失脚に伴って権勢を失い、最後には自身も粛清された。
ラトビア人で、本名はヘンリクス・シュトゥビス（ラトビア語: Henriks Štubis）。ロシア語表記でゲンリフ・エルネストヴィチ・シュトゥービス（ロシア語: Генрих Эрнестович Штубис, Genrikh Ernestovich Shtubis）とも呼ばれる。 

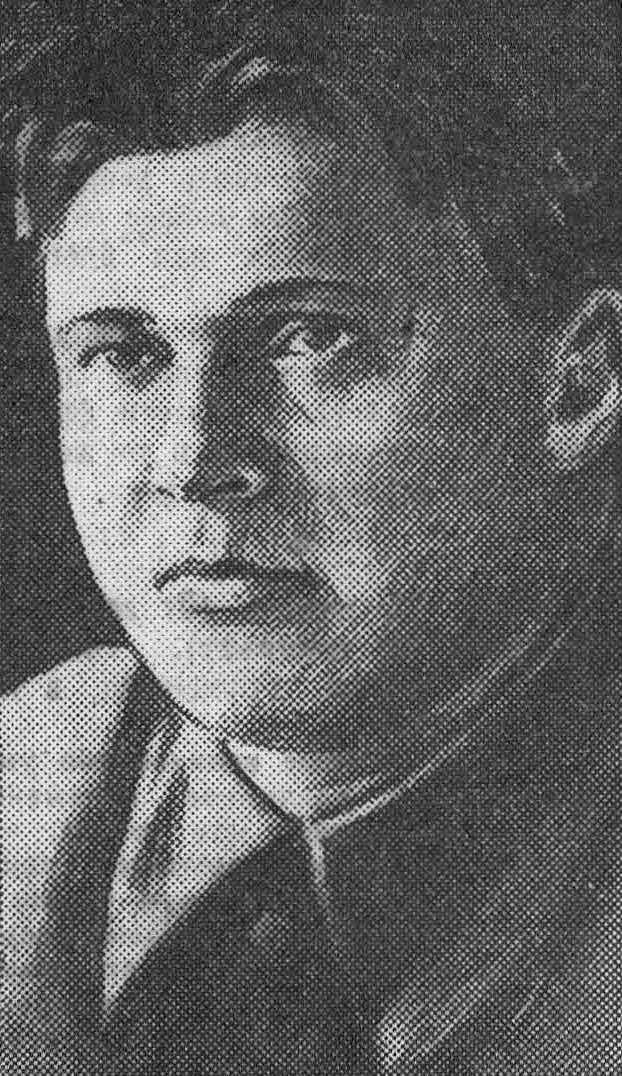
レオニード・ザコーフスキー

## 経歴
クールラント州ハーゼンポート県（Kreis Hasenpoth）ルドバールジ（ラトビア語: Rudbārži, Rudbāržu pagasts, ドイツ語: Rudbahren, ロシア語: Рудбаржи）集落出身。森番の息子。リバヴァ私立学校の2学年を卒業。銅・ブリキ工として働き、1912年から、リバヴァ－ニューヨーク線の見習い水夫、火夫として航海した。1913年、ロシア社会民主労働党に入党、ボリシェビキ。1914年に突然逮捕され、オロネッツ県に追放。1917年1月から、ペトログラードに居住し、徴兵を忌避した。1917年の事件の積極的参加者。1917年10月、水兵部隊と共に、電話局（ペトログラード）の奪取に参加。 
1917年12月のチェーカー創設時から諜報員となり、間もなく、チェーカーの情報部長兼警備司令官となった。1918年3月、西部・南部・東部戦線のチェーカー幹部会特別全権代表。特殊任務支隊を指揮し、アストラハン、サラトフ、カザン等における蜂起の鎮圧を実施した。後に、カスピ・カフカーズ戦線特別課長、モスクワ・チェーカー通報班長。1921年-1925年、ゲーペーウー（GPU）ポドリ及びオデッサ県課代表、ウクライナGPUモルダビア全権代表。1926年2月6日から、シベリアOGPU全権代表兼シベリア軍管区特別課長。1928年、スターリンのシベリア滞在時、彼の安全を保障した。1932年4月10日から、白ロシアOGPU全権代表兼白ロシア軍管区特別課長。1934年7月15日から、白ロシア・ソビエト社会主義共和国内務人民委員。 
セルゲイ・キーロフ暗殺直後の1934年12月10日、NKVDレニングラード州局長となる。1935年2月9日付全ロシア共産党（ボリシェビキ）中央委員会令において、「我が機関の任務は、全トロツキー・ジノヴィエフ地下組織の一人残さず除去することである」と指示された。前例のないテロルが市内で展開され、1935年1月-3月の28日間だけで、11,072人がレニングラードから連れ去られた。彼の指導の下、党・経済エリートの逮捕が行われ、後に銃殺された。同時に、更に多数の「搾取階級」代表が逮捕された。
1936年9月、内務人民委員がゲンリフ・ヤゴーダからニコライ・エジョフに変えられたが、彼はそのままエジョフの配下となり、ヤゴーダ派として粛清されることは免れた。1937年3月の中央委員会総会ではかつての上司ヤゴーダやその腹心ゲオルギ・モルチャーノフを内部告発的に批判する役割を果たした。ザコーフスキーは、二人を右翼・トロツキスト・ジノヴィエフセンターと結びつけ、この二人が長だったためにNKVDは「反ソ陰謀」を防げなかったなどと平然とうそぶいている。
1937年6月10日、レニングラード州党会議に出席し、「我々は、敵を最後まで撃滅しなければならない。そして、我々は撃滅する」と語った。1937年からソ連最高会議代議員。その後もでっち上げとレッテル貼りを繰り返して大勢の者を陥れたので、スターリンとエジョフの信任を獲得し、1938年1月19日からは、副内務人民委員兼NKVDモスクワ州局長となり、権力の絶頂に立った。1938年2月17日、ミハイル・フリノフスキーの書斎で、ソビエト諜報部の長、アブラム・スルツキーを毒殺。 
1938年3月28日、NKVDモスクワ州局長を解任され、エジョフが水上交通人民委員に左遷された8日後の4月16日には副内務人民委員を解任、更に4日後にはNKVDクイビシェフ水力発電所建設長に左遷された。無論、それだけで助かるはずもなく、同年4月30日に逮捕された。取調において、「ドイツとポーランド諜報部のエージェントであり、また、右派トロツキー組織にも加入した」と有罪を認めたが、裁判では自分の証言を否定した。1938年8月29日、死刑を言い渡され、銃殺。 
1987年、「ザコーフスキー事件の審理のための根拠は存在しない」と認められた。